# باول أبراهام
باول أبراهام Paul Abraham (ولد في 1892 في أباتين – ومات 1960 في هامبورغ) كان ملحن أوبرالي مجري.
درس الموسيقى في الأكاديمية الملكية الوطنية للموسيقى في بودابست. درس التشيلو على يد أدولف شيفر والتلحين على يد فيكتور هيرتسفيلد.
أول أوبريت له «زوج الآنسة» عام 1928. أما ثالث أعماله فهو أوبريت «فيكتوريا وفارسها» 1930 والذي حقق نجاحا باهرا. ونال شهرة عالمية حين قدم عملين هما «زهرة هاواي» و«حفلة في السافوي» عامي 1931 و 1933 على التوالي. بالإضافة إلى وضعه الموسيقى التصويرية للعديد من الأفلام.
بعد صعود النازية إلى الحكم عام 1933 غادر برلين التي كان يقيم فيها، ورحل عبر فيينا وباريس، حتى وصل إلى كوبا، وكان أثناء ذلك يكسب عيشه من عمله عازف بيانو. ثم هاجر إلى نيويورك لاحقا. ألم به انهيار عقلي ونقل إلى المصح في 1946. وفي عام 1956 عاد إلى ألمانيا وأقام في هامبورغ حيث مات بعد أربع سنوات.

## روابط خارجية
- باول أبراهام على موقع IMDb (الإنجليزية)
- باول أبراهام على موقع مونزينجر (الألمانية)
- باول أبراهام على موقع ألو سيني (الفرنسية)
- باول أبراهام على موقع ميوزك برينز (الإنجليزية)
- باول أبراهام على موقع أول موفي (الإنجليزية)
- باول أبراهام على موقع قاعدة بيانات الأفلام السويدية (السويدية)
- باول أبراهام على موقع أول ميوزيك (الإنجليزية)
- باول أبراهام على موقع ديسكوغز (الإنجليزية)
- باول أبراهام على موقع قاعدة بيانات الفيلم (الإنجليزية)
- باول أبراهام على موقع كينوبويسك (الروسية)